# Paul Halmos
Paul Richard Halmos (Budapest, 3 marzo 1916 – Los Gatos, 2 ottobre 2006) è stato un matematico e statistico ungherese.

## Biografia
Nasce a Budapest da una famiglia di origini ebraiche che nel 1929 emigra negli Stati Uniti.
Nella sua carriera si è occupato principalmente di teoria della probabilità, statistica, teoria degli operatori, teoria ergodica, teoria dei logaritmi e analisi funzionale (in particolare spazi di Hilbert). 
Paul Halmos è stato anche autore di noti testi universitari o di introduzione alla ricerca, con i quali ha riscosso un discreto successo editoriale (nell'ambito delle tirature - in genere piuttosto basse - dei libri tecnico-scientifici). Ha scritto monografie sulla teoria degli insiemi, spazi di Hilbert, algebra booleana, teoria spettrale, teoria della misura, spazi vettoriali. Nel 1985 ha pubblicato I want to be a Mathematician, in cui attraverso la propria biografia scientifica analizza il ruolo del matematico nel XX secolo.
Nel 1947 gli venne attribuito il Premio Chauvenet.

## Curiosità
- L'introduzione della notazione iff in luogo di if and only if (con equivalente italiano sse in luogo di se e solo se), è talvolta erroneamente attribuita ad Halmos (egli stesso ha detto di averla presa altrove).
- Gli viene attribuito l'uso del tombstone (il quadratino che si inserisce alla fine di una dimostrazione matematica) a significare Q.E.D., essendo egli stato il primo matematico di rilievo ad utilizzarlo. In effetti, tale simbolo, rappresentato con ∎ (Unicode U+220E), a volte viene chiamato l'halmos.

## Opere
- Teoria elementare degli insiemi, (Naive set theory), Van Nostrand, 1960 (USA), Feltrinelli, 1974 (IT), ISBN 9788807620072
- Finite Dimensional Vector Spaces, Springer-Verlag, 1942
- Measure Theory, Springer-Verlag, 1950
- Introduction to Hilbert Spaces, Chelsea, 1951
- Lectures on Boolean Algebra, Van Nostrand, 1963